# Monocorophium tuberculatum
Monocorophium tuberculatum är en kräftdjursart som först beskrevs av Robert Alan Shoemaker 1934.  Monocorophium tuberculatum ingår i släktet Monocorophium och familjen Corophiidae. Inga underarter finns listade i Catalogue of Life.